# Altica, Mexiko
Altica är en ort i Mexiko.   Den ligger i kommunen San Felipe Tepatlán och delstaten Puebla, i den sydöstra delen av landet, 160 km nordost om huvudstaden Mexico City. Altica ligger 694 meter över havet och antalet invånare är 812.
Terrängen runt Altica är kuperad åt nordväst, men åt sydost är den bergig. Runt Altica är det ganska tätbefolkat, med 124 invånare per kvadratkilometer. Närmaste större samhälle är Olintla, 12,4 km öster om Altica. Omgivningarna runt Altica är en mosaik av jordbruksmark och naturlig växtlighet.